# Diabetologie
Diabetologie ist die medizinische Fachrichtung, die sich mit der Behandlung des Diabetes mellitus beschäftigt.

## Berufe in der Diabetologie

### Facharztbezeichnung Endokrinologe und Diabetologe
Nach der Muster-Weiterbildungsordnung 2018 kann in Deutschland als Facharzt für Endokrinologie und Diabetologie tätig werden, wer über die  Anerkennung als Facharzt für Innere Medizin und Endokrinologie und Diabetologie verfügt.
→ Hauptartikel: Facharzt für Innere Medizin und Endokrinologie und Diabetologie

### Zusatzbezeichnung Diabetologie
Außerdem können auch Ärztinnen und Ärzte, die über die Anerkennung als Facharzt für Allgemeinmedizin, Innere Medizin oder Kinder- und Jugendmedizin verfügen und zusätzlich eine einjährige Weiterbildung absolviert haben, die Zusatzbezeichnung Diabetologie führen.

### Kinder- und Jugend-Endokrinologie und -Diabetologie
Kinder- und Jugendärzte können in Deutschland die Zusatz-Weiterbildung Kinder- und Jugend-Endokrinologie und -Diabetologie absolvieren und eine entsprechende Zusatzbezeichnung führen. 

### Assistenzberufe Diabetologie
Als ärztliche Assistenzberufe, die vorwiegend in einer diabetologischen Schwerpunktpraxis oder in einer Diabetesfachklinik ausgeübt werden, bietet die Deutsche Diabetesgesellschaft folgende Weiterbildungen an:

#### Diabetesberater/in
Die/der Diabetesberater/in betreut, berät, schult und begleitet an Diabetes mellitus erkrankte Menschen aller Altersstufen unter Berücksichtigung ihrer körperlichen, sozialen, kulturellen, geistigen und seelischen Bedürfnisse. Voraussetzung ist eine abgeschlossene Ausbildung in bestimmten Berufen (Gesundheits-/Krankenpfleger/in, Kinderkrankenpflegerin, Altenpfleger/in, Podologin/Podologe, Diätassistentin/Diätassistent, Dipl. Oecotrophologin FH / Oecotrophologe FH Arzthelfer/innen oder MTA in Verbindung mit der Berechtigung, die Bezeichnung Diabetesberater DDG oder KV führen zu dürfen). Zusätzlich muss der Nachweis einer einjährigen Tätigkeit in der Betreuung von Patienten mit Diabetes mellitus unter Aufsicht eines Diabetologen vorliegen; in der praktischen Tätigkeit müssen Therapie- und Trainingsprogramme durchgeführt werden. Für die Weiterbildung wird der Nachweis einer Vollzeitstelle bzw. mindestens einer 60 %-Stelle verlangt (ansonsten verlängert sich die praktische Zeit der Weiterbildung auf 18 Monate).

#### Diabetesassistent/in
Die/der Diabetesassistent/in schult und berät Patienten mit Diabetes mellitus Typ 2 in einem Team zusammen mit einem Arzt und unterstützt dessen Tätigkeit in der Betreuung von Patienten mit Typ 1-Diabetes. Voraussetzung für die Weiterbildung ist eine abgeschlossene Ausbildung zur Arzthelferin, Altenpflegerin oder Krankenpflegehelferin, aber auch andere medizinische Fachberufe sind als gültige Voraussetzung anerkannt.

## Zeitschriften der Diabetologie

### Fachzeitschriften
- Diabetologie und Stoffwechsel. Georg Thieme Verlag, Stuttgart, offizielles deutschsprachiges Organ der Deutschen Diabetes-Gesellschaft DDG, sechs Ausgaben im Jahr[2]
- Diabetes, Stoffwechsel und Herz. Kirchheim-Verlag, Fortbildungszeitschrift für Kardiodiabetologie und assoziierte Fachgebiete, sechs Ausgaben im Jahr[3]
- Diabetes-Congress-Report. Kongresszeitschrift für den Bereich „Metabolisches Syndrom“ Diabetologie, Hypertonie, Kardiologie, Nephrologie und Stoffwechsel, sechs Ausgaben im Jahr[4]
- Die Diabetologie. Springer-Verlag Heidelberg, Fortbildung, Übersichtsarbeiten, CME-Weiterbildung, acht Ausgaben im Jahr[5]
- InFo Diabetologie. Springer Medizin / Urban und Vogel, München, sechs Ausgaben im Jahr[6]
- Diabetes Forum. Praxisforum der Österreichischen Diabetes Gesellschaft

### Publikumszeitschriften
- Diabetes-Journal. Kirchheim-Verlag, Mainz, für Diabetiker und Interessierte, zwölf Ausgaben im Jahr[7]
- Diabetes Ratgeber. Wort und Bild Verlag, Baierbrunn, Apothekenmagazin für Menschen mit Typ-1- und Typ-2-Diabetes und Interessierte, zwölf Ausgaben pro Jahr[8]
- FOCUS-Diabetes. Focus Magazin Verlag, München, medizinischer Ratgeber und Lifestyle-Magazin für Menschen mit Diabetes und Interessierte, vier Ausgaben im Jahr[9]
- Insuliner. Zeitschrift von Diabetikern für Diabetiker, Insuliner-Verlag, Dreisbach, vier Ausgaben im Jahr, 1982–2018, wird als Blog fortgeführt[10]